# 萬年公主 (西晉)
萬年公主（?—?），中国西晋武帝司马炎之女，母氏不詳。
萬年公主沒有出嫁就去世了，晉武帝痛悼不已，诏貴嬪左芬为女兒作诔，左芬寫的诔文非常華丽。

## 传记资料
- 《晉書 后妃傳上》